# Чарлс Рени Макинтош
Чарлс Рени Макинтош (на английски: Charles Rennie Mackintosh) e шотландски архитект, дизайнер и живописец, изтъкнат представител на движението „Изкуства и занаяти“ (на английски: Arts and Crafts), един от най-бележитите представители на стила Ар Нуво във Великобритания.

## Биография
Макинтош се ражда в Глазгоу на 7 юни 1868 година. На 15-годишна възраст става чирак при архитекта Джон Хъчинсън, където остава до 1889 г. През това време става чертожник във фирмата „Хъниман и Кепи“ с перспективата да стане съдружник през 1901 г. Паралелно посещава уроци по рисуване в Училището по изкуствата в Глазгоу. На тези курсове се запознава с Маргарет Макдоналд (която по-късно му става съпруга), сестра ѝ Франсис Макдоналд и Хърбърт Макнеър, който също като Макинтош работи за „Хъниман и Кепи“. Те се сприятеляват и развиват заедно своето разбиране за изкуството. Групата, станала известна като „Четиримата“, организира редица изложби в Глазгоу, Лондон и Виена. Сходният стил на художниците, станал известен под името „Стил Глазгоу“, става известен в Европа и успява да окаже влияние върху Виенския сецесион около 1900 г.
Макинтош постъпва в една архитектурна фирма през 1889 г. и разработва свой собствен стил с характерна черта – контрастът между издължените линии, правите ъгли и декоративните мотиви с фини извивки, вдъхновени от цветя – например мотивът за розата. С това се различава чувствително от традиционната шотландска архитектура. Проектът, който му създава международна репутация, е Училището по изкуствата в Глазгоу (1896–1909), считано за първия образец на стила Ар Нуво във Великобритания.
Умира на 10 декември 1928 година в Лондон на 60-годишна възраст.

## Дизайн и картини
Освен като архитект, Макинтош работи и в областта на интериорния дизайн, мебелиерството, текстила и металопластиката. Много от творбите му са работени съвместно с жена му, чийто плавен, флорален маниер обогатява неговия по-формален, праволинеен стил. Работите на Макинтош, подобно тези на съвременника му Франк Лойд Райт, освен самия архитектурен проект на сградите включват множество спецификации за детайлите, декорацията и обзавеждането. Творбите му са важна част от изложбата на Виенския сецесион през 1900 г.
По-късно, разочарован от архитектурата, Макинтош работи предимно като живописец с акварел. Той рисува множество пейзажи и натюрморти с цветя (често в сътрудничество с Маргарет, с чийто стил постепенно се сближил и стилът на Макинтош) в селцето Уолбърсуик, Съфолк (където двамата се местят да живеят през 1914 г.).
Към 1923 г. Макинтош окончателно скъсва с архитектурата и дизайна и двамата с Маргарет заминават за Южна Франция, където той рисува предимно акварели. Интересът му е насочен преди всичко към взаимната връзка между естествения природен пейзаж и променения от човека. Много от картините му изобразяват Порт Вендрес, пристанище близо до границата с Испания.

## Галерия
- Декоративен мотив
- Имението „Хил Хаус“, Хелънсбърг
- Сградата на вестник Herald в Глазгоу
- Задната фасада на Училището по изкуства в Глазгоу
- „Фортът“, 1925 – 1926
- Ръчхилската църковна зала на Свободната шотландска църква, Глазгоу
- Входът на църковната зала на Свободната шотландска църква, Глазгоу
- Ръчхилската църковна зала на Свободната шотландска църква, Глазгоу